# Planta de armas de Tula
La Planta de armas de Tula (en ruso: Тульский оружейный завод, Tulsky Oruzheiny Zavod) es una empresa rusa fabricante de armas fundada por el Zar Pedro I de Rusia en 1712 en Tula, como Arsenal de Tula. A lo largo de su historia, ha producido armas para el estado ruso. Su nombre fue cambiado de Arsenal de Tula a Planta de armas de Tula durante la era soviética.

## Productos
Desde la era soviética, desde la primera hasta la mitad de la era, la planta de armas de Tula produjo una variedad de rifles militares, entre ellos el Mosin-Nagant, el SVT-40, el SKS y el AK-47. También produjo el revólver Nagant M1895.
Desde principios de la década de 1980, la fábrica continuó produciendo el AK-47 así como el AK-74, y también fabricó las armas VSS Vintorez, AS Val, OTs-14 Groza y TOZ diseñadas por TsNIITochMash. La planta también produce grandes cantidades de municiones para armas pequeñas, tanto para el ejército como para la venta comercial.
La fábrica también ha fabricado varias pistolas a lo largo de los años, como la pistola Korovin, la pistola TT, la pistola automática Stechkin, la pistola subacuática SPP-1 y la pistola silenciosa MSP Groza.

### Productos notables
- Fusiles de asalto
  - Fusil subacuático APS
  - AS Val
  - Fusil anfibio ASM-DT
  - SR-3 Vikhr
  - SVT-40
  - TKB-010
  - TKB-059
  - TKB-072
  - TKB-506
  - TKB-517
  - Fusil TOZ
  - VSS Vintorez
- Cuchillos
  - NRS-2
- Pistolas
  - Pistola subacuática SPP-1
- Escopetas
  - TOZ-34
  - TOZ-106
  - TOZ-194